# شركة أونكس
شركة أونكس (بالإنجليزية: Onex Corporation)‏ هي شركة استثمار تأسست عام 1984. تدير الشركة رأس المال نيابة عن مساهمي أونكس والمستثمرين المؤسسيين والعملاء أصحاب الثروات في جميع أنحاء العالم. اعتبارًا من 31 مارس 2020 ، كان لدى أونكس ما يقرب من 33 مليار دولار أمريكي من الأصول تحت الإدارة. تعد أونكس وفرق إدارتها بشكل جماعي أكبر المستثمرين عبر منصات أونكس الاستثمارية.
يقع المقر الرئيسي لشركة أونكس في الطابق 49 من مبنى البنك المركزي الأوروبي (تورونتو)، ولها مكاتب فرعية في تورونتو ومدينة نيويورك ونيوجيرسي ولندن.

## روابط خارجية
- الموقع الرسمي